# 非凡中國
非凡中國控股有限公司（英語：Viva China Holdings Limited，港交所：8032），簡稱非凡中國控股，以及非凡中國，於2010年10月27日由快意節能有限公司換取上市而來。2023年5月，公司正式更名非凡领越有限公司（英语：Viva Goods Company Limited），并于2023年6月27日转港交所主板上市（上市编号：933）。於2023年6月,該公司市值大約為140億港元。
該公司主要從事（i）研發、發展、設計、推廣及銷售多品牌鞋服；及（ii）營運、服務及投資體育目的地（包括體育園、運動中心及滑冰場）、體育賽事活動及電競俱樂部。
主席為李寧，總部位於香港新界將軍澳唐賢街9號PopOffice二樓。

## 連結
- VivaGoods.hk （页面存档备份，存于）